# 초대 열혈경파 쿠니오군
《초대 열혈경파 쿠니오군》(初代熱血硬派くにおくん)은 테크노스 저팬이 제작한 진행형 격투 게임이다. 슈퍼 패미컴 기종으로 개발된 첫번째 《쿠니오군》 게임으로, 1992년 8월 7일 일본에서만 출시됐다. 쿠니오가 이번에는 수학여행으로 오사카에 가게되면서 덩달아 게임의 무대도 옮겨졌다.
게임플레이면에서 《다운타운 열혈 이야기》와 닮았으며, RPG 요소를 이용해 레벨을 올리고 강화해 진행하는 방식을 갖췄다. 2010년에 마이크로소프트 윈도우용 디지털 플랫폼 프로젝트 EGG으로 재발매됐다.